# Engleză neozeelandeză
Engleza neozeelandeză (în engleză New Zealand English) este termenul pentru a clasifica varietatea lingvistică a englezei vorbite în Noua Zeelandă. Limba engleză a fost introdusă în Noua Zeelandă de către coloniști în cursul secolului al XIX-lea. Este una dintre cele mai noi soiuri vorbitoare native ale limbii engleze existente. Cele mai distinctive influențe asupra englezei din Noua Zeelandă au venit din engleza australiană, engleza sudică, engleza irlandeză, engleza scoțiană, Prestige Received Pronunciation (RP) și maori. Engleza neozeelandeză este similară cu engleza australiană în pronunție, cu unele diferențe importante.
Conform unui sens din 2013, este vorbită ca limbă maternă de 3,5 milioane de oameni din Noua Zeelandă (85% din populație).